# Ругамбва, Лауреан
Лауреан Ругамбва (англ. Laurean Rugambwa; 12 июля 1912, Буконга, Танганьика — 8 декабря 1997, Дар-эс-Салам, Танзания) — первый африканский и первый танзанийский кардинал. Титулярный епископ Фебианы и апостольский викарий Нижней Ругеры с 13 сентября 1951 по 25 марта 1953. Первый епископ Рутабо с 25 марта 1953 по 21 июня 1960. Первый епископ Букобы с 21 июня 1960 по 19 декабря 1968. Седьмой архиепископ Дар-эс-Салама с 19 декабря 1968 по 22 июля 1992. Кардинал-священник с 28 марта 1960, с титулом церкви Сан-Франческо-д’Ассизи-а-Рипа-Гранде с 31 марта 1960. 